# Phố Hradčany

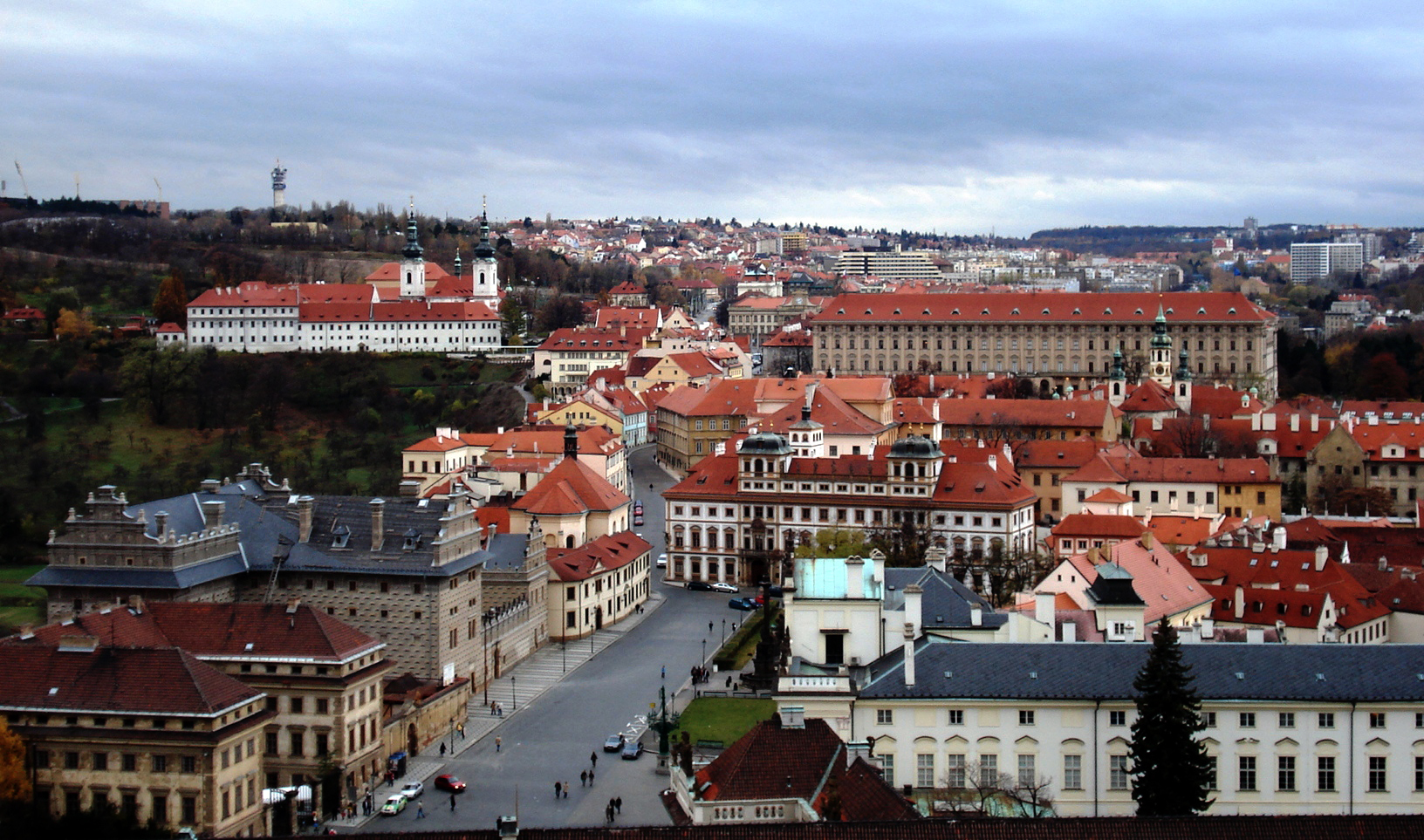
Phố Hradčany nhìn từ Nhà thờ chính tòa Thánh Vitus

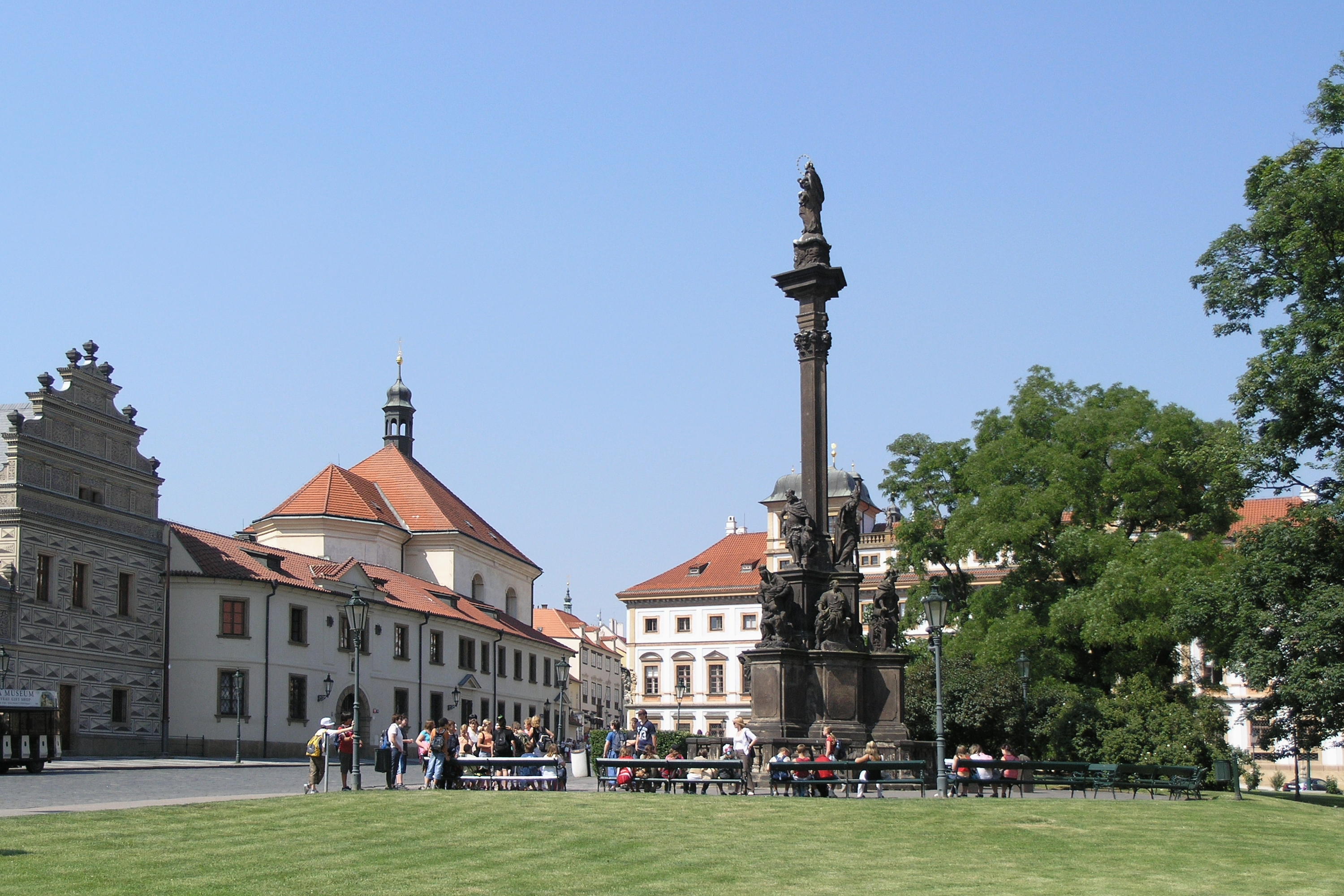
Quảng trường Hradčany với cột Đức Mẹ

Phố Hradčany (tiếng Séc: Hradčany, có nghĩa khu vực bên cạnh lâu đài, phố lâu đài,, tiếng Đức: Hradschin); nguyên thủy là tên gọi khu phố nằm phía tây của Lâu đài Praha, bây giờ là phố chung quanh lâu đài. Phố Hradčany là một thị trấn độc lập cho đến năm 1784, khi bốn thị trấn độc lập trước đây đã tạo thành Praha được công bố nhập lại thành một thành phố duy nhất. Bốn quận kia là Mala Strana (Phố nhỏ Praha), Staré Město (Phố cổ Praha) và Nové Město (Phố mới Praha).
Trong tiếng Đức, từ „Hradschin" thường được dùng một cách sai lầm để chỉ đồi lâu đài hay ngay chính lâu đài. Ngay kế bên Phố Hradčany về phía tây là tu viện Strahov, tuy nhiên nó không thuộc về phố này.